# To Host
Eine To-Host-Schnittstelle (englisch to host „zum Wirt“) ist eine Serielle Schnittstelle zwischen Computer und Peripheriegerät. Praktisch verbirgt sich hinter dem missverständlichen, aber gebräuchlichen Begriff keine eigene "Schnittstelle", sondern eine Mini-DIN-Buchse mit einem Umschalter für verschiedene Wirtssysteme -- Mac, PC1, PC2, MIDI. Mit einem passenden Kabel kann man das elektronische Musikinstrument an den seriellen Anschluss (z. B. für den Drucker) verschiedener Computermodelle anschließen.  
Seitdem zur Jahrtausendwende die seriellen Schnittstellen durch den Universal Serial Bus (USB) abgelöst wurden, bezeichnen Hersteller diesen Anschluss auch als USB to Host Anschluss, ein Umschalter war dann nicht mehr notwendig. 
Der Anschluss ermöglicht es, Daten von z. B. elektronische Pianos mit verschiedensten Computermodellen auszutauschen, während hingegen der ebenfalls weitverbreitete MIDI-Anschluss (Standard-DIN Buchse) am Computer auch eine eigene MIDI-Karte voraussetzte. Der Vorteil der seriellen Schnittstellen  liegt auch in den höheren Übertragungsraten und maximalen Kabellängen.   